# 東京ドーム (企業)
株式会社東京ドーム（とうきょうドーム、英：TOKYO DOME CORPORATION）は、東京ドーム・東京ドームシティアトラクションズ（旧後楽園ゆうえんち）などを運営する会社。三井不動産の連結子会社。旧称後楽園スタヂアム。東京都文京区に本社を置き、東京ドームグループという企業グループを展開している。

## 解説
三井グループである三井不動産の連結子会社であるが、融資などの関係もあり、三井グループ・第一勧銀グループ（旧勧銀十五社会や第一勧銀グループ三金会に加盟）・みずほグループに所属している。
また、三井不動産とともにACジャパン（旧・公共広告機構）の正会員企業の一つでもある。
元々後楽園球場建設のために会社が設立され、後楽園球場時代から現在の東京ドームに至るまで、読売ジャイアンツの本拠地として定着している。
ジャイアンツの親会社である読売新聞グループ本社および日本テレビ放送網との直接の資本関係は無かったが、かつては読売新聞グループ本社の連結子会社である株式会社よみうりランドの大株主であった。なお、よみうりランド同様に公営競技場の場外投票券発売施設を所有運営しており、かつては後楽園競輪場も所有していた。2021年現在も子会社が公営競技場を所有している。
小林一三が設立に参加していたこともあり、旧来より阪急阪神東宝グループとも資本・取引等で関係が強く、第4代社長・田邊宗英は小林の異母弟、第5代社長・真鍋八千代は小林と田邊の義従弟に当たる。
東京ドームシティ・熱海の後楽園ホテルとは別に、かつては「舞子後楽園（スキー・ホテル・ゴルフ場）」・「城島後楽園（ゆうえんち・ホテル・ゴルフ場）」をはじめとする6つのリゾート・ゴルフ場や、アエルなど中小の消費者金融業者へ事業資金（貸付金）の融資を行う卸金融業「後楽園ファイナンス（登記上はフアイナンス）」を有し、多角面な経営を行っていた。
しかし、2006年（平成18年）7月中間期連結決算で、金融事業が貸金業の環境変化による貸倒引当金等の損失計上が引き金となり過去最大の赤字を計上したことから、リゾート事業はモルガン・スタンレー系のセントレジャー・グループへ売却。金融事業については後楽園ファイナンス子会社の「サイエンスファクタリング」「理想ゴルフサービス」を東京ドームが特別清算し、ファイナンス社はローンスターへバルク売りと言われた程の安価（500億円）で売却された。その後、2007年（平成19年）度連結決算で736億円の特別損失が発生している。この整理が完了したことで、現在は東京ドームシティの施設運営を核にした事業経営を行っている。
株式会社東京ドーム本体の流通・小売部門に「SHOP IN」（ショップイン）がある。
2020年11月27日、三井不動産が当社株式の株式公開買い付け（TOB）を行うと発表した。これは三井不動産が力を入れてきた複合施設開発分野にレジャー施設を入れるもので、今後東京ドームを中核とした一帯のボールパークとして再開発とともに、新型コロナウイルスの感染拡大による来場者数の減少や業績悪化を立て直す目的があるほか、大株主である香港の投資ファンド、オアシス・マネジメントとは同社が提案した経営改善策を巡って対立、同社が当社の経営陣の解任を要求する事態となっており、三井不動産がホワイトナイトとなって友好的TOBを行うことになったものである。東京ドーム側はTOBに賛同、また読売新聞グループ本社もこのTOBに賛同している。
2021年1月19日に三井不動産によるTOBが成立。東京ドームは同年1月25日に三井不動産の連結子会社となった。東京ドームは同年3月23日に開催される臨時株主総会において株式併合などを決議し、同年4月23日に上場廃止となった。読売新聞グループ本社も三井不動産から株式譲渡を受ける形で2割出資を行い両社が経営に参画、あわせて東京ドーム側も読売新聞グループ本社が行ったよみうりランドのTOBに応募したため、両グループ間での関係強化も図られることになる。

## 沿革
- 1936年（昭和11年）12月25日 - 株式会社後楽園スタヂアムを設立。
- 1937年（昭和12年） - 後楽園球場完成。同時に創設されたイーグルスの本拠地球場となる。
- 1949年（昭和24年） - 東京証券取引所・大阪証券取引所上場。後楽園競輪場開設。
- 1951年（昭和26年）10月1日 - 日本スケート連盟・小松製作所・読売新聞社と共同で軟式球場跡地に屋内スケート場「後楽園アイスパレス」開業[10]。（1971年9月閉業[11]）
- 1953年（昭和28年）11月 - 後楽園アイスパレスを運営する日本スケートを合併[12]。
- 1955年（昭和30年） - 後楽園ゆうえんちオープン。
- 1962年（昭和37年） - 現在の後楽園ホールビル（旧『青いビル』[13]。本社事務所などが入居）が完成。
- 1965年（昭和40年） - 熱海後楽園ホテルオープン。
- 1972年（昭和47年） - 粟津潔のデザインによる熱海後楽園のシンボルマークを社章に制定、太陽をモチーフに健康・明朗・快活を象徴し24本の光芒で1日24時間を表した[14]
- 1973年（昭和48年）4月20日 - 後楽園競輪廃止。現在の黄色いビル（WINS後楽園他が入居）が完成[15]。
- 1977年（昭和52年）11月30日 - 黄色いビル別館完成[16]。
- 1986年（昭和61年） - 大阪後楽園ホテルオープン。
- 1987年（昭和62年） - 後楽園球場閉鎖、解体。
- 1988年（昭和63年）
  - 3月18日 - 後楽園競輪場跡地に東京ドーム（BIG EGG）をオープン[17][18]。この頃に東京ドーム一帯のエリア名を「BIG EGG CITY」と制定。
  - 6月20日 - 札幌後楽園ホテルオープン[19]。
- 1990年（平成2年）9月 - 社名を「株式会社東京ドーム」に変更。プリズムホールオープン。
- 1998年（平成10年） - グループ名を従来の「ビッグエッググループ」から現在の「東京ドームグループ」に変更。
- 2000年（平成12年）6月1日 - 東京ドームホテルオープン[20]。エリア名を「BIG EGG CITY」から現在の「東京ドームシティ」に変更。
- 2001年（平成13年） - 大阪後楽園ホテルをハートンホテルに営業譲渡。（後にIPシティホテル大阪に変更。）
- 2003年（平成15年） - ラクーア開業。後楽園ゆうえんちを「東京ドームシティアトラクションズ」に名称変更。
- 2004年（平成16年） - 松戸競輪場を所有する関連会社の松戸公産株式会社を株式交換により完全子会社化する。
- 2007年（平成19年） - 城島後楽園（ゆうえんち・ホテル・ゴルフ場）、札幌後楽園ゴルフコースなどの6つのリゾート・ゴルフ場をモルガン・スタンレー系[21]のセントレジャー・グループへ売却。
- 2008年（平成20年）3月19日 - ミーツポート開業。
- 2009年（平成21年）12月25日 - 大阪証券取引所上場廃止。
- 2011年（平成23年）4月1日 - 札幌後楽園ホテルを「東京ドームホテル 札幌」に名称変更。
- 2017年（平成29年）東京ドームホテル 札幌営業終了。日本ビューホテルによる運営となり、「札幌ビューホテル大通公園」として開業。
- 2021年（令和3年）
  - 1月19日 - 三井不動産による株式公開買付けが成立。
  - 1月25日 - 三井不動産の連結子会社となる。
  - 4月23日 - 東京証券取引所上場廃止。
  - 4月27日 - 株式併合により三井不動産が全株式を取得する[9]と同時に、株式の20%を読売新聞グループ本社へ譲渡[4]。

## 歴代社長
1. 早川芳太郎（1936年12月 - 1938年6月）
2. 吉岡重三郎（1938年6月 - 1940年12月）
3. 秦豊吉（1940年12月 - 1942年12月）
4. 田邊宗英（1942年12月 - 1957年3月）
5. 真鍋八千代（1957年3月 - 1970年5月）
6. 丹羽春夫（1970年5月 - 1978年4月）
7. 保坂誠（1978年4月 - 1996年6月）
8. 林有厚（1996年6月 - 2009年4月）
9. 久代信次（2009年4月 - 2016年4月）
10. 長岡勤（2016年4月 - 現在）

歴代の社長が日本ボクシングコミッション（JBC）のコミッショナーに就任するのが慣例となっていた。これは第4代社長の田邊がかつて帝拳の初代会長としてプロボクシング界と深く関わっていたことから初代コミッショナーに抜擢され、その後後楽園ホールが入る「青いビル」（当時）が完成し、事務所もテナントに構えているためである。なお、久代と長岡は社長就任当時、前任がコミッショナー留任のため評議員としてコミッション入りしている。また、2022年にJBCが新体制に移行したのに伴い、長岡の後任として当社顧問の萩原実が翌2023年より就任している。

## 関連会社

### 連結子会社
- 株式会社東京ドームホテル
- 株式会社東京ドーム・リゾートオペレーションズ（熱海後楽園ホテル運営）
- 株式会社札幌後楽園ホテル
- 松戸公産株式会社（松戸競輪場、アドホック新宿など）
- 株式会社東京ドームファシリティーズ
- 株式会社東京ドームスポーツ（フィットネスクラブ、スパラクーアなど）
- 進商事株式会社
- 後楽園不動産株式会社
- 後楽園事業株式会社
- オリンピア興業株式会社（資産管理会社。東京都新宿区の企業とは無関係）
- 株式会社後楽園フードサービス

### 持分法適用関連会社
- 東京ケーブルネットワーク株式会社（CATV）

### 非連結子会社
- 株式会社東京ドームマーチャンダイジング
- 株式会社アタミ・ロープウエイ（アタミロープウェイ）
- 株式会社東京ドームITソリューションズ
- 株式会社東京ドームウィズ

## 不祥事
- 2011年 「東京ドームシティアトラクションズ」で発生したコースターからの転落事故で乗客が死亡
- 2019年 東京ドームシティにあるヒーローショーの劇場「シアターGロッソ」でのセクハラのtwitter上での告発（外部委託会社従業員）